# Gewone wesp
De gewone wesp (Vespula vulgaris), ook wel bekend als limonadewesp, is een veelvoorkomende wesp uit de familie van de plooivleugelwespen (Vespidae).

## Kenmerken
De gewone wesp wordt 17 tot 20 mm lang en is stereotiep gekleurd in zwart en geel. De zes segmenten van het abdomen hebben een zwart golfpatroon dat lijkt op een omgekeerd kroontje. De soort lijkt veel op de Duitse wesp maar de Duitse wesp onderscheidt zich door drie karakteristieke zwarte stippen op de kop. De Duitse wesp heeft ook zwarte puntjes op elk van de zes segmenten.

## Leefwijze
Het is een eusociale wesp die zijn papieren nest, dat is samengesteld uit gekauwde houtvezels, vaak onder de grond bouwt of andere beschermde ruimtes gebruikt. Hierbij maakt de wesp meestal gebruik van een verlaten hol als de start voor het nest. Dit wordt later uitgebreid door de werksters. Deze wesp toont zijn nut in tuinen, omdat hij rupsen en andere schadelijke insecten in toom houdt.
In het voorjaar bestaan er alleen maar koninginwespen die op een beschutte plaats overwinterd hebben, vaak zijn de koninginnen iets groter dan gewone wespen. Ze beginnen in het voorjaar een nest te bouwen met raten, waarin ze dan de eerste lichting larven leggen. Deze eerste lichting larven groeien na ongeveer een maand uit tot onvruchtbare werksters en die nemen de taak van de koningin over door het nest af te bouwen en de larven te voorzien van voeding. De koningin houdt zich dan alleen nog bezig met het leggen van eitjes. In augustus wordt er een tweede lichting larven gelegd die uitgroeien tot mannelijke wespen (darren) en kort daarna komt er een derde lichting larven die weer uitgroeien tot vrouwelijke wespen maar dan wel vruchtbaar. Vaak sterven de darren vrij snel nadat ze vrouwtjes bevrucht hebben. De oude koningin en de onvruchtbare vrouwtjes (werksters) sterven nu allemaal en de bevruchte koninginnen zoeken een goede overwinteringsplaats om zo een nieuwe cyclus te starten.

## Verspreiding en leefgebied
Deze wesp komt veel voor op het noordelijk halfrond, zoals Europa, Noord-Afrika en delen van Azië. De gewone wesp werd later geïntroduceerd in Australië en Nieuw-Zeeland.

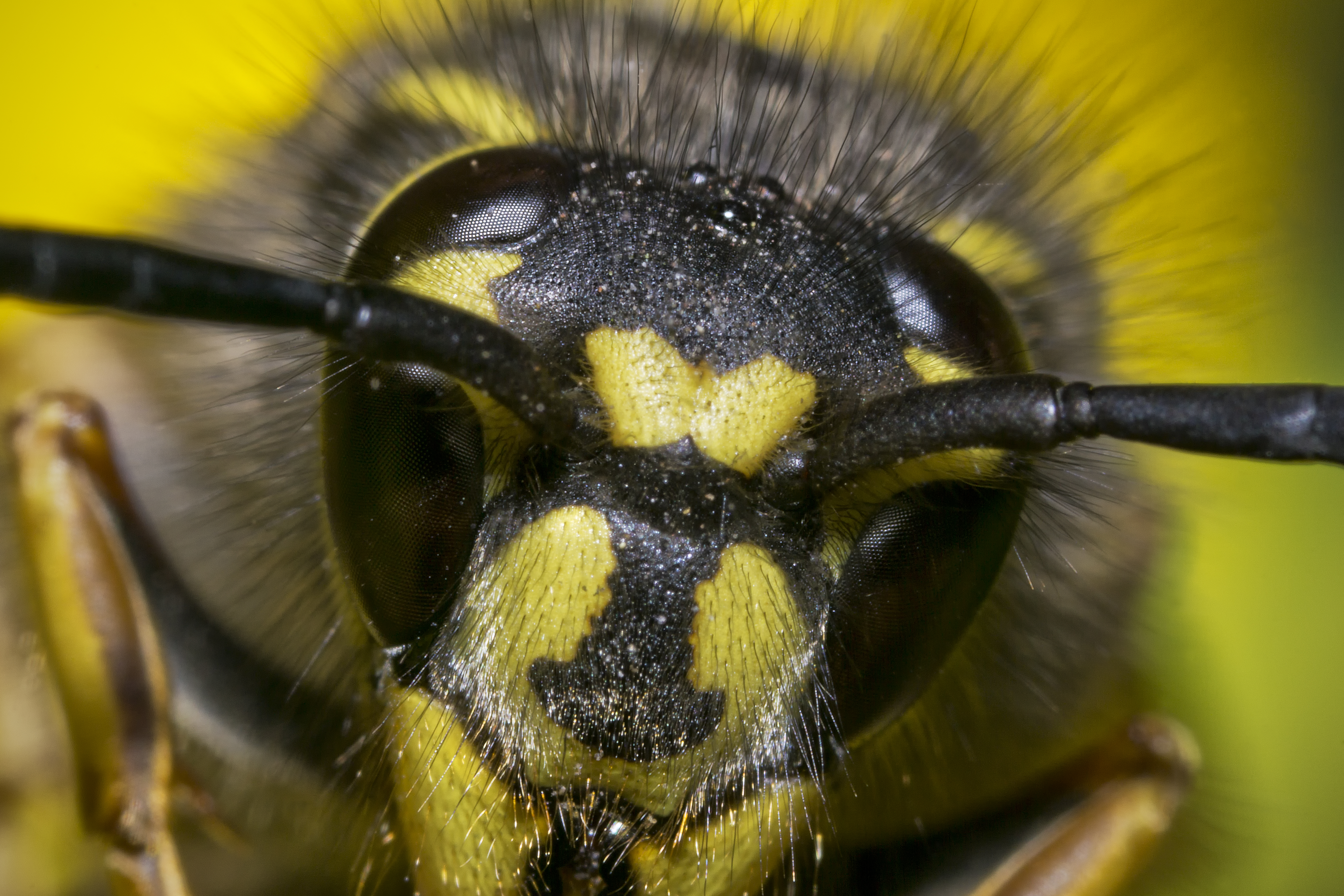
Kop
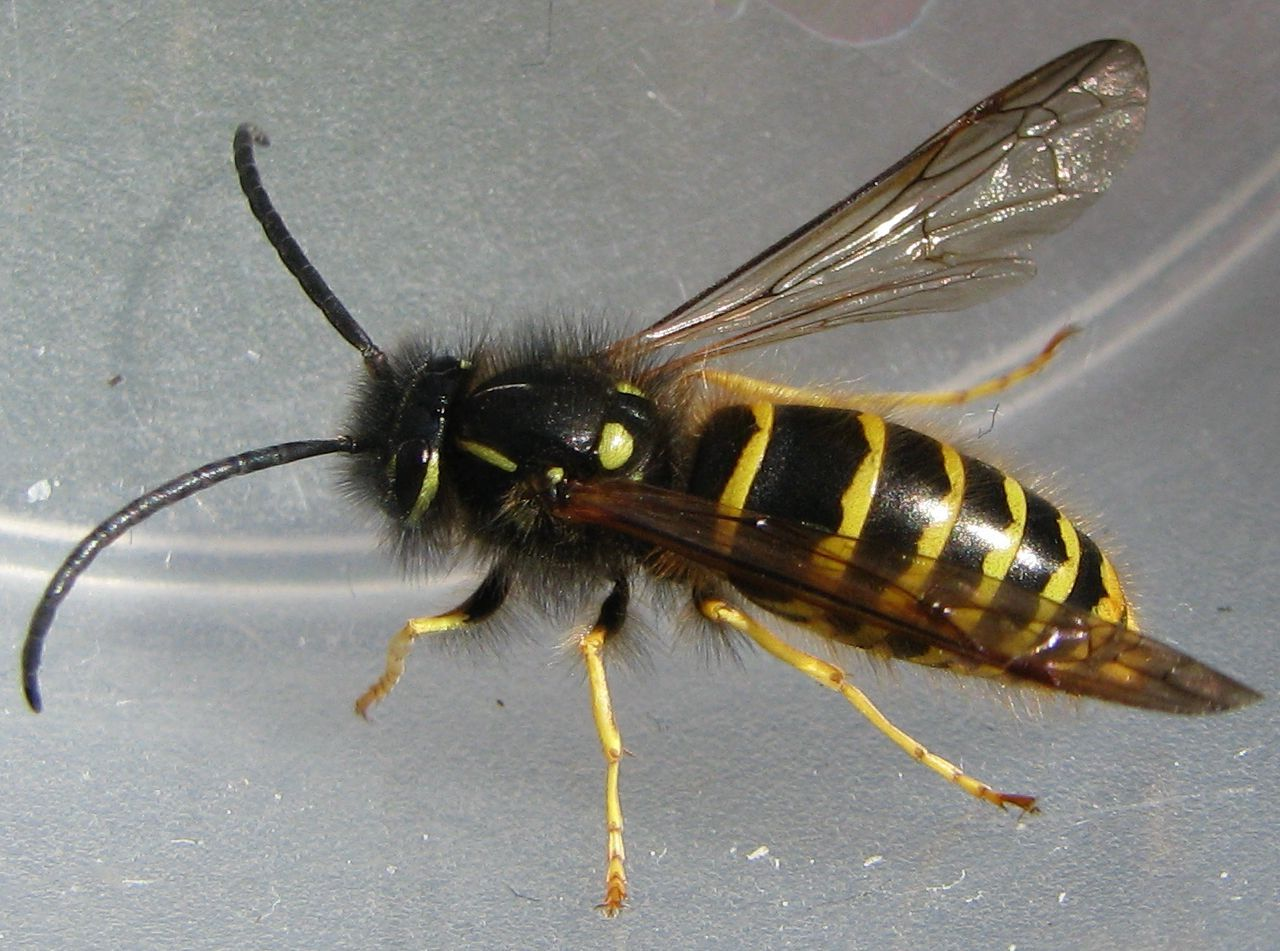
Dar
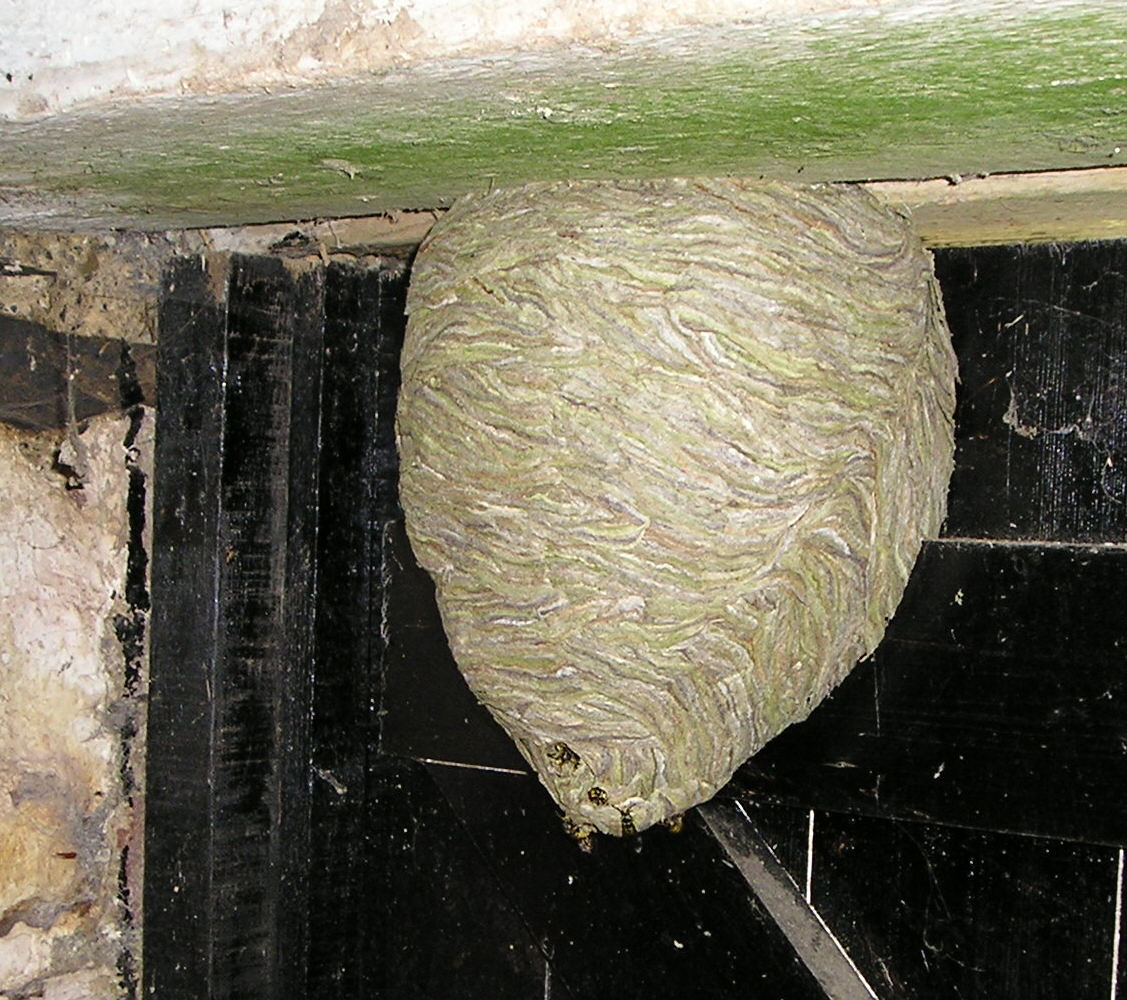
Nest
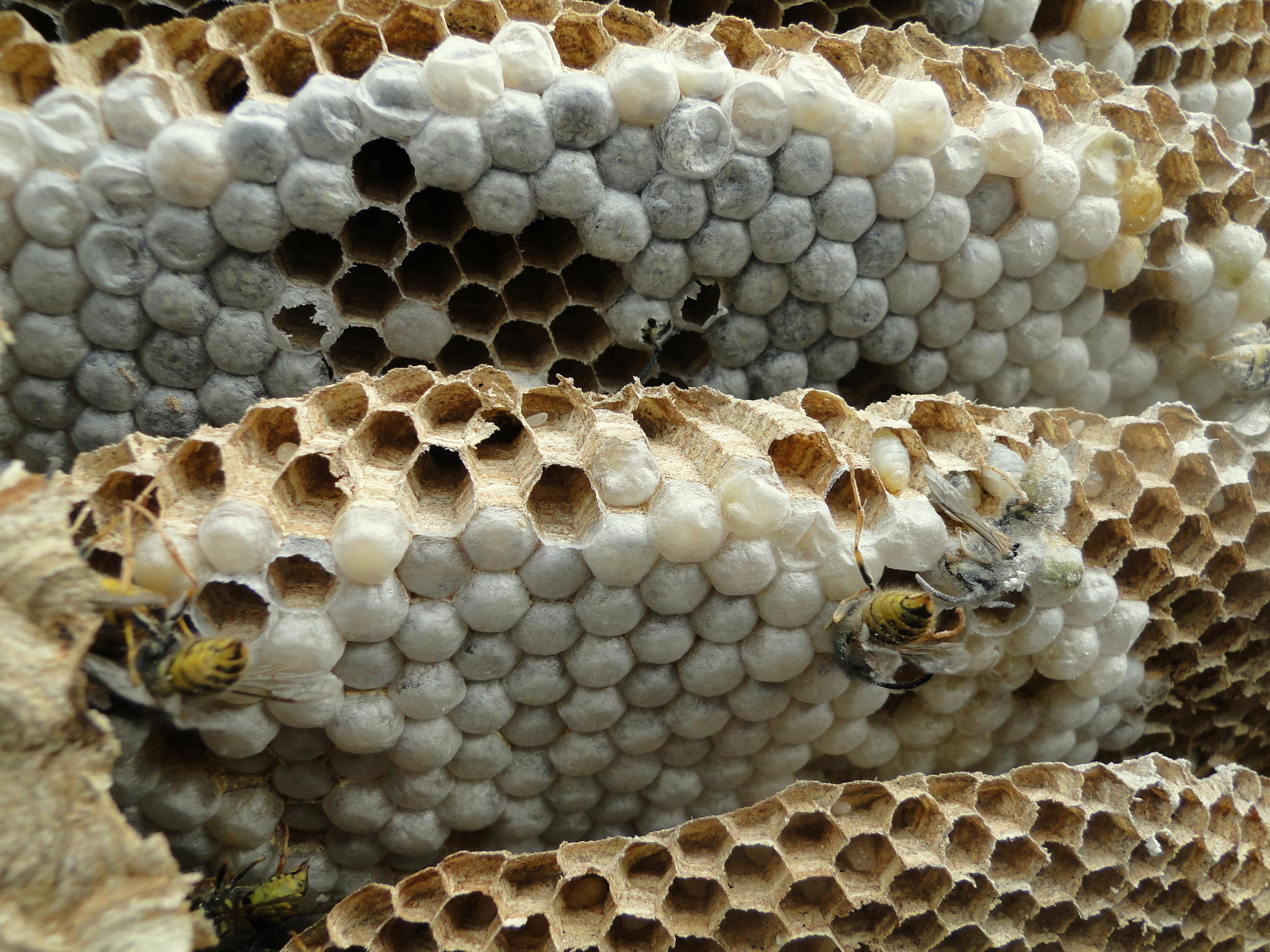
Binnenkant nest
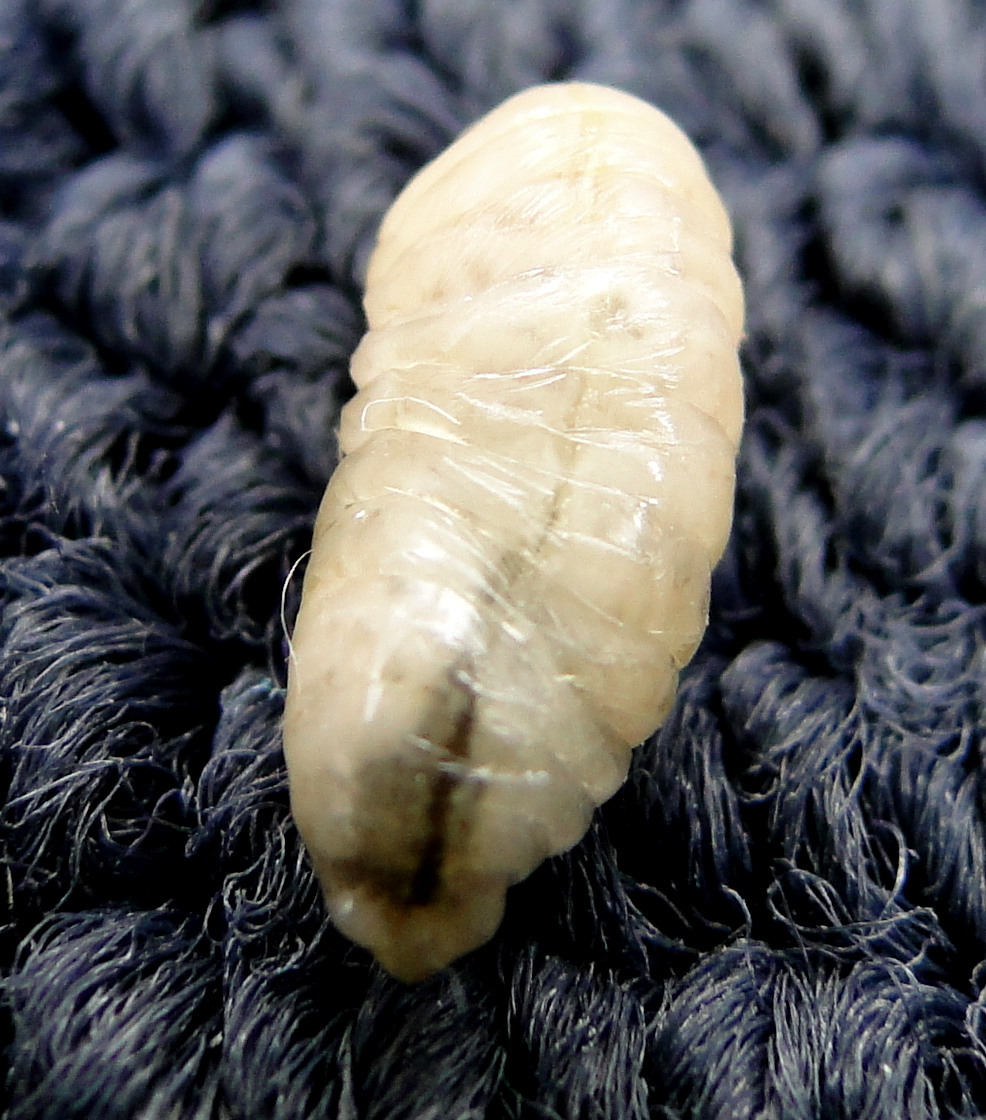
Larve